# Sonia Vettenburg
Sonja Vettenburg (Aalst, 12 november 1954) is een Belgisch voormalig schutster.

## Levensloop
Omstreeks 1979 was ze slachtoffer van een auto-ongeval, waarbij de Erembodegemse een letsel opliep aan haar voet. Ze was aangesloten bij de Aalsterse 'Nieuwe Canonschutters', alsook bij de 'SRUG', de sportclub van de Rijksuniversiteit Gent.
Vettenburg nam deel aan de Olympische Zomerspelen van 1992 in het onderdeel 'luchtgeweer, 10 meter' te Barcelona. Ze eindigde er op de 42e plaats in de eindrangschikking. Daarnaast nam ze tweemaal deel aan de Paralympische Spelen, met name in 1984 en 1988. Te Seoel in 1988 behaalde ze er goud in het onderdeel 'luchtpistool, geïntegreerd' en in New York in 1984 zilver in het onderdeel 'luchtpistool LSH2, staand'.
Ook nam ze tweemaal deel aan de wereldkampioenschappen (1994 en 1998) en zevenmaal aan de Europese kampioenschappen (1994-2000). Haar beste resultaat op een WK (55e) behaalde ze in 1994 te Milaan en op een EK (29e) in 1995 te Vantaa. Daarnaast behaalde ze driemaal een top 10-plaats in een wereldbekerwedstrijd, met name in 1996 (9e) 1997 (6e) beide te Havana en in 1991 te Zagreb (7e).